# Gregor Strmčnik
Gregor Strmčnik, slovenski politik, navtik in gospodarstvenik, * 10. december 1965, Celje.
Je aktualni župan Občine Ankaran. Izvoljen je bil kot prvi župan novounastovljene ankaranske občine.